# Hub. Hennekens
Hubert Philomine Jean Antoine Marie (Hub.) Hennekens (Kerkrade, 1 augustus 1938) is een Nederlands voormalig politicus van de KVP en emeritus hoogleraar.
Hij is in 1965 afgestudeerd in de rechten aan de Katholieke Universiteit Nijmegen en was daarna werkzaam bij de gemeentesecretarieën van Vught en Waalwijk. In oktober 1967 werd de toen 29-jarige Hennekens de burgemeester van Nieuw-Vossemeer. Hij was daarmee toen de jongste burgemeester van Nederland. Begin 1972 werd hij de burgemeester van Cuijk en Sint Agatha. In 1977 promoveerde hij in Nijmegen op het proefschrift De openbare weg en het privaatrecht. In februari 1979 volgde zijn benoeming tot directeur van de sector bestuursmiddelen van de Vereniging van Nederlandse Gemeenten (VNG).
Midden 1983 werd Hennekens hoogleraar Staats- en bestuursrecht aan de Katholieke Universiteit Nijmegen. In 1990 was hij een van de kandidaten voor de positie van Commissaris van de Koningin in Limburg. Vanaf september 2001 was hij zeven jaar lid van de Raad van State.
- Gemeinsame Normdatei: 172133920
- International Standard Name Identifier: 0000 0003 8240 6671
- Library of Congress Control Number: n78000581
- Nederlandse Thesaurus van Auteursnamen: 068496753
- Parlement.com: vg09lly8ouzh
- Virtual International Authority File: 264276490